# Edvīns Bārda
Edvīns Johans Bārda (* 19. dubna 1900, Riga – 28. září 1947, Liverpool) byl lotyšský fotbalista a trenér, starší ze čtyř bratrů Bārdových hrajících fotbal.

## Život
Edvīns Bārda zahájil svoji kariéru v JKS Riga, kam přišel v roce 1921. V roce 1922 také začal tým trénovat. V roce 1922 krátce hrál za ASK Rīga a následně přestoupil do RFK Riga. 
S RFK vyhrál dva lotyšské šampionáty, v letech 1924 a 1925. 
V roce 1926 začal Bārda trénovat Hakoah Riga. V roce 1927 zase hrál ligu a nakonec trénoval SSS Riga.
Spolu s bratrem Arvīdsem nastoupil do prvního zápasu lotyšské reprezentace v historii, proti Estonsku a v tomto zápase vstřelil gól.
Za reprezentaci odehrál osm utkání a vstřelil pět gólů.
Zúčastnil se také LOH 1924.
Zemřel v Liverpoolu v roce 1947. Bylo mu 47 let.